# Adamów, Gmina Kłomnice
Adamów [aˈdamuf] es un pueblo en el distrito administrativo de Gmina Kłomnice, dentro del condado de Częstochowa, Voivodato de Silesia, en el sur de Polonia. Se encuentra aproximadamente a 7 kilómetros (4 mi) al sur de Kłomnice, 17 kilómetros (11 mi) al noreste de Częstochowa, y 73 kilómetros (45 mi) al norte de la capital regional Katowice. 
El pueblo tiene una población de 308 habitantes. 